# Francesco Calogero (regista)
Francesco Calogero (Messina, 16 agosto 1957) è un regista, sceneggiatore, produttore cinematografico e direttore artistico italiano.

## Biografia
Mentre coltiva la passione per il cinema collaborando con Cine Club e festival, nel 1982 si laurea in giurisprudenza con una tesi sulla paternità dell'opera cinematografica, per poi intraprendere l'esperienza da regista. Dal 1996 svolge anche un'assidua attività didattica, che lo porta a tenere seminari e laboratori di cinema in varie città italiane. Dal 2005 al 2007 insegna cinema alla facoltà di Lettere e Filosofia dell'Università di Messina. Inoltre è parente del doppiatore milese Sante Calogero.

### Attività festivaliera
Una prolungata esperienza nei Cine Club - prima con il circolo Umberto Barbaro, successivamente con la cooperativa Entr'acte, di cui è socio fondatore – favorisce il suo ingresso nel 1980 nell’organigramma del Festival di Taormina (in quegli anni sotto la direzione artistica di Guglielmo Biraghi e Sandro Anastasi), inizialmente come organizzatore di convegni e retrospettive, poi come curatore del catalogo, e infine - dal 1991 al 1998, sotto la direzione artistica di Enrico Ghezzi - anche come conduttore degli incontri con gli autori. 
Questo intenso apprendistato lo incoraggia ad affrontare, sin dalla nascita (1995) e per tutte e cinque le sue edizioni, la direzione artistica del Messina Film Festival. Dal 2003 al 2009 dirige il Costalblea Film Festival (a Ragusa, insieme con Vito Zagarrio), e dal 2006 al 2014 il Valdarno Cinema Fedic (San Giovanni Valdarno, Arezzo), entrambi dedicati al cinema indipendente italiano.
Nel 2020 ritorna alle origini, entrando a far parte della direzione artistica insieme a Leo Gullotta e Francesco Alò del Taormina Film Fest.

### Cinema
Dopo aver diretto alcuni cortometraggi in Super 8, gira nel 1985 il lungometraggio La caviglia di Amelia, che viene invitato in vari festival specializzati, suscitando l'interesse della critica. Dopo il cortometraggio Bionda per un giorno nel 1987 esordisce scrivendo e dirigendo il lungometraggio La gentilezza del tocco. Premiato come miglior film indipendente dell'anno al Bellaria Film Festival, il film vince diversi altri premi.
In maniera ancora indipendente viene realizzato Visioni private, girato assieme a Ninni Bruschetta e Donald Ranvaud nel corso del Festival di Taormina 1988 e ultimato due anni dopo.
Nel 1994 la casa editrice Sellerio pubblica La gentilezza del tocco, che contiene le sceneggiature dei primi suoi tre film professionali, incluso Nessuno, primo lungometraggio in 35mm. del 1992.
Nel 1995 partecipa con "Nutrimenti Terrestri" alla produzione de Il verificatore, diretto da Stefano Incerti, e due anni dopo presenta alla 54ª Mostra di Venezia il lungometraggio Cinque giorni di tempesta, proiettato anche a Los Angeles, Mosca, Lussemburgo, Casablanca. Il film vince il Grand Prix al Festival di Annecy, il premio Giovane Cinema Europeo a Osaka, e il premio Siae per il miglior soggetto (coautori Giovanni e Sandro Veronesi); il protagonista Roberto De Francesco viene premiato come miglior attore italiano al Sacher d'oro 1998.
Nel 2000 gira Metronotte, presentato al Mystfest di Cattolica, poi in concorso ad Annecy e Villerupt. Nel 2002 esordisce nel documentario con L’implacabile tenente Rossi, girato per la serie “I diari della Sacher” e proiettato in vari festival dopo la prima a Locarno. Due anni dopo dirige il documentario In the Name of the Godfather - sopralluogo sui set siciliani del “Padrino” di F. F. Coppola, presentato a Taormina – che costituirà uno studio per Nella terra del Padrino, ultimato nel 2012 con il supporto di Rai Cinema.
Nel 2013 fonda con Mia Arfuso la casa di produzione Polittico, che collabora con la newyorkese Alphaville Film e la trasmissione Rai Fuori orario al documentario Mise en Scène with Arthur Penn (A Conversation), diretto da Amir Naderi, e presentato alla 71ª Mostra di Venezia. Nel 2015 scrive, produce e dirige il lungometraggio Seconda primavera, che gli frutta riconoscimenti in cinque paesi diversi (Italia, Spagna, Gran Bretagna, Canada e Stati Uniti), contribuendo in maniera significativa anche all’attribuzione del premio Sergio Leone alla carriera, ricevuto dal regista al 34º Annecy Cinéma Italien (Francia).

### Spettacoli
Nel 1986 inizia a collaborare con il gruppo teatrale Nutrimenti Terrestri, diretto da Ninni Bruschetta, girando cortometraggi (ll ritratto ovale, Georgia On My Mind, Syrma-Traccia d’Antigone) destinati alla proiezione nel corso di spettacoli, ma anche firmando con Bruschetta il testo originale de Il battello degli amanti (1988) e l'adattamento della pièce I carabinieri di Beniamino Joppolo, presentata alle Orestiadi di Gibellina 1994.
Nel 1995 esordisce nella regia lirica al Teatro Vittorio Emanuele II di Messina con Rita ou Le mari battu di Gaetano Donizetti, cui fa seguito, due anni dopo, il dittico Cavalleria rusticana di Pietro Mascagni e Pagliacci di Ruggero Leoncavallo; mette quindi in scena nel 1998 Norma, e nel 2003 La sonnambula, entrambe di Vincenzo Bellini. Di tutte le opere cura anche la regia della documentazione filmata.

## Filmografia

### Regista
- La caviglia di Amelia (1985)
- Bionda per un giorno – cortometraggio (1986)
- La gentilezza del tocco (1987)
- Lonesome – cortometraggio (1988)
- Visioni private, co-diretto con Ninni Bruschetta e Donald Ranvaud (1989)
- Nessuno (1992)
- Cinque giorni di tempesta (1997)
- Metronotte (2000)
- L'implacabile tenente Rossi – documentario (2002)
- Nella terra del Padrino – documentario (2012)
- Seconda primavera (2015)

### Sceneggiatore
- La caviglia di Amelia (1985)
- Bionda per un giorno – cortometraggio (1986)
- La gentilezza del tocco (1987)
- Visioni private (1989)
- Nessuno (1992)
- Cinque giorni di tempesta (1997)
- Metronotte (2000)
- Seconda primavera (2015)

## Teatro

### Opere liriche

#### Regista
- Rita ou Le mari battu (1994)
- Cavalleria rusticana (1996)
- Pagliacci (1996)
- Norma (1998)
- La sonnambula (2003)

## Riconoscimenti

### La gentilezza del tocco
- Prix Fipresci de la Critique Internationale – Festroia International Film Festival (Portogallo, 1988)
- Golfinho de Bronze Primeira Obra – Festroia International Film Festival (Portogallo, 1988)
- Premio Casarossa Miglior film indipendente dell'anno – Bellaria Film Festival (1988)
- Sacher d'Oro per la migliore opera prima (Roma, 1989)

### Cinque giorni di tempesta
- Grand Prix – Annecy Cinéma Italien (Francia, 1997)
- Prize for Young Cinema – Osaka European Film Festival (Giappone, 1997)

### Seconda primavera
- Gold Remi Award Foreign Film – WorldFest-Houston International Film Festival (USA, 2016)
- Prix Sergio Leone – Annecy Cinéma Italien (Francia, 2016)
- Best Feature – Hamilton Film Festival (Canada, 2016)
- Audience Award – Kew Gardens Festival of Cinema, NYC (USA, 2017)
- Audience Award – Ramsgate Intl Film&Tv Festival (GB, 2018)
- Mejor Película de Ficción Internacional – FilmsInfest Palma de Mallorca (Spagna, 2019)